# Герен, Жан Мишель Проспер
Жан Мишель Проспер Герен, более известный, как Проспер Герен (23 марта 1838, Париж — 28 сентября 1917, Маньи-Фушар, департамент Об) — французский художник.

## Биография
Родился в семье парижан Жана Пьера Филибера Герена и Софи Жюльен, урождённой Рено. Учился в школе изящных искусств Парижа, где одним из его учителей был Ипполит Фландрен. Выставлял свои картины на Парижском Салоне в 1867-69 годах, в 1867 году его картина завоевала медаль на Салоне.
В 1873 году Герен стал учителем рисования в престижном парижском коллеже Станислава и занимал эту должность почти 30 лет. В том же году он женился на парижанке Матильде Мари Мелани Дюбуа.
Иногда Проспера Герена по ошибке называют отцом художника Шарля Герена (1875—1939).

## Галерея

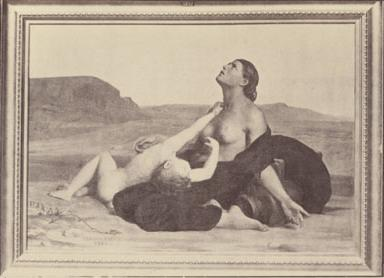
Агарь. Музей изящных искусств и кружева, Алансон
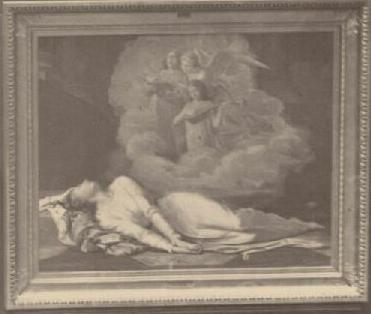
Святая Цецилия слушает небесный концерт
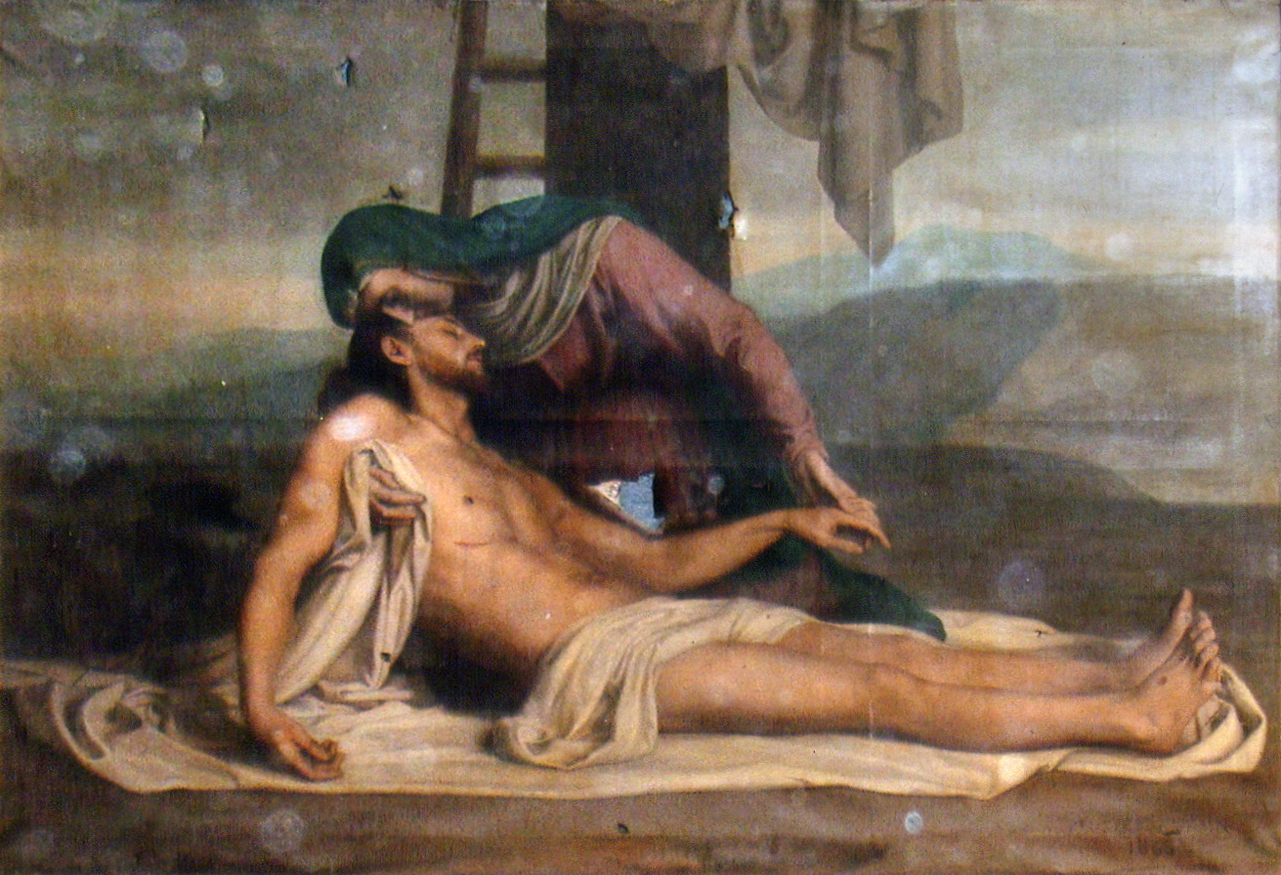
Пьета. Картина украшала часовню школы в Мирекуре, Лотарингия[2].